# Zygmunt Rajdek
Zygmunt Jan Rajdek (ur. 28 grudnia 1905 w Jaśle, zm. 4 lipca 1989 w Piastowie) – polski piłkarz występujący na pozycji napastnika. 
Był wychowankiem Czarnych Jasło, których barwy reprezentował do 1920 roku. W 1926 roku został zawodnikiem Polonii Przemyśl, gdzie występował przez następne trzy lata. W 1929 roku podpisał kontrakt z Legią Warszawa, w której zadebiutował 19 marca 1929 roku w spotkaniu przeciwko Polonii Warszawa. 1 listopada 1936 roku przeciwko Wiśle Kraków rozegrał swój ostatni mecz w barwach Legii. W 1930 roku przez krótki czas był wypożyczony do Polonii Przemyśl. Karierę zakończył w 1938 roku. w 1939 roku Skończył studia na SGH w Warszawie i rozpoczął pracę w Ministerstwie Marynarki Wojennej jako księgowy. 17 września 1939  gdy w Zamek Królewski uderzyły pierwsze pociski,wraz z prof. Lorentzem, z narażeniem życia ratował dzieła sztuki znajdujące się w Muzeum Narodowym.
Podczas Kampanii Wrześniowej w 1939 roku internowany w randze podoficerskiej i wywieziony do Ostaszkowa, skąd uciekł. Zmarł 4 lipca 1989 w Warszawie w wieku 83 lat. Pradziadek Marcina Bociana polskiego snowboardzisty.